# Aeropuerto Mayor General FAP Armando Revoredo Iglesias
El Aeropuerto Mayor General FAP Armando Revoredo Iglesias sirve a la ciudad de Cajamarca, Perú. Se encuentra manejado por Aeropuertos del Perú, empresa privada que logró la concesión de dicho aeropuerto en 2006. Es el principal terminal aéreo del departamento de Cajamarca. Se ubica aproximadamente a 3.5 km de la ciudad. Actualmente el único destino es la ciudad de Lima, cuyo tiempo de vuelo aproxima los 50 minutos.

## Aerolíneas y destinos

### Aerolíneas
| Aerolíneas              | Ciudades             | Aeronave       | Alianza |
| ----------------------- | -------------------- | -------------- | ------- |
| JetSmart Perú 1 destino | Nacionales: (1) Lima | A320neo        | N/A     |
| LATAM Perú 1 destino    | Nacionales: (1) Lima | A319, A320     | N/A     |
| Star Perú 1 destino     | Nacionales: (1) Lima | Boeing 737-300 | N/A     |

### Destinos nacionales
| Ciudades por regiones          | Nombre del aeropuerto                 | Aerolíneas                             | Frecuencias por semana |
| ------------------------------ | ------------------------------------- | -------------------------------------- | ---------------------- |
| Lima (1 destino, 3 aerolíneas) |                                       |                                        |                        |
| Lima                           | Aeropuerto Internacional Jorge Chávez | JetSmart Perú / LATAM Perú / Star Peru | 42                     |

## Servicios
- Cajeros automáticos: BCP, GlobalNet, BBVA
- Salón VIP: Elemento (costo de $25)
- Tiendas: RoundTrip Market (alimentos), Martina Café (cafetería)
- Taxis y remises: Servicio de taxi Super Seguro